# De samvetslösa
De samvetslösa är en amerikansk film från 1959 i regi av Vincent Sherman. Filmen är baserad på en bok av Richard P. Powell. Den nominerades till tre Oscar, bland annat Robert Vaughn i kategorin Oscar för bästa manliga biroll.

## Rollista
- Paul Newman - Anthony Judson Lawrence
- Barbara Rush - Joan Dickinson
- Alexis Smith - Carol Wharton
- Brian Keith - Mike Flanagan
- Diane Brewster - Kate Judson Lawrence
- Billie Burke - Mrs. J. Arthur Allen
- John Williams - Gilbert Dickinson
- Robert Vaughn - Chester A. Gwynn
- Otto Kruger - John Marshall Wharton
- Paul Picerni - Louis Donetti
- Robert Douglas - Morton Stearnes
- Frank Conroy - Shippen Stearnes
- Adam West - Bill Lawrence
- Fred Eisley - Carter Henry
- Richard Deacon - George Archibald